# Carlos Vicente Robles
Carlos Vicente Robles (Zaragoza, 23 de abril de 1999) es un futbolista español que juega como extremo en el Deportivo Alavés. Es hermano del también futbolista David Vicente.

## Trayectoria
Zaragozano, se formó en el fútbol base del Real Zaragoza. Entre 2017 y 2020 jugó con el filial, el Deportivo Aragón. Posteriormente pasó por el Club Gimnàstic de Tarragona y la S. D. Ejea.
El 24 de junio de 2021 firmó por el C. D. Calahorra, con el que anotó once goles en Primera Federación.
El 30 de junio de 2022 fichó por el Racing Club de Ferrol por dos temporadas. En la primera de ellas el equipo consiguió ascender a Segunda División, categoría en la que jugó media campaña antes de marcharse al Deportivo Alavés a finales de 2023.

## Clubes

### Como jugador
Actualizado a 25 de mayo de 2025
| Club                | País   | Año       | Partidos | Goles |
| ------------------- | ------ | --------- | -------- | ----- |
| Deportivo Aragón    | España | 2018-2020 | 42       | 9     |
| CF Pobla de Mafumet | España | 2020      | 1        | 0     |
| S. D. Ejea          | España | 2020-2021 | 18       | 4     |
| C. D. Calahorra     | España | 2021-2022 | 38       | 11    |
| Racing de Ferrol    | España | 2022-2023 | 64       | 12    |
| Deportivo Alavés    | España | 2023-     | 55       | 7     |
| Total               | Total  | Total     | 218      | 43    |